# Place de la Bourse (Bordeaux)
Pour les articles homonymes, voir Place de la Bourse.
La place de la Bourse, initialement place Royale, est une place de Bordeaux, en France.
Première place ouverte dans l'histoire de l'urbanisme français, elle a été réalisée sous les intendances de Boucher et Tourny, par les architectes du roi Jacques Gabriel et son fils Ange-Jacques Gabriel, entre 1730 et 1755.
Elle est bordée par deux pavillons symétriques : le palais de la Bourse et l'hôtel des douanes. Ces deux édifices conservent toujours leur fonction initiale de chambre de commerce et d'administration des douanes.

## Histoire
La place de la Bourse est la première brèche dans les remparts du Moyen Âge et, en tant que place Royale, est destinée à servir de somptueux écrin à la statue équestre du roi de France Louis XV. Inaugurée en 1743, elle est aussi le symbole de la prospérité de la ville, et son nom s'adaptera aux différents régimes politiques. De place Royale à son origine sous l'Ancien régime, elle deviendra place de la Liberté pendant la Révolution, puis place Impériale sous Napoléon Ier, à nouveau place Royale avec la Restauration de la monarchie, et enfin, à la chute de Louis-Philippe Ier en 1848, elle prend son nom actuel de place de la Bourse.

### Place royale

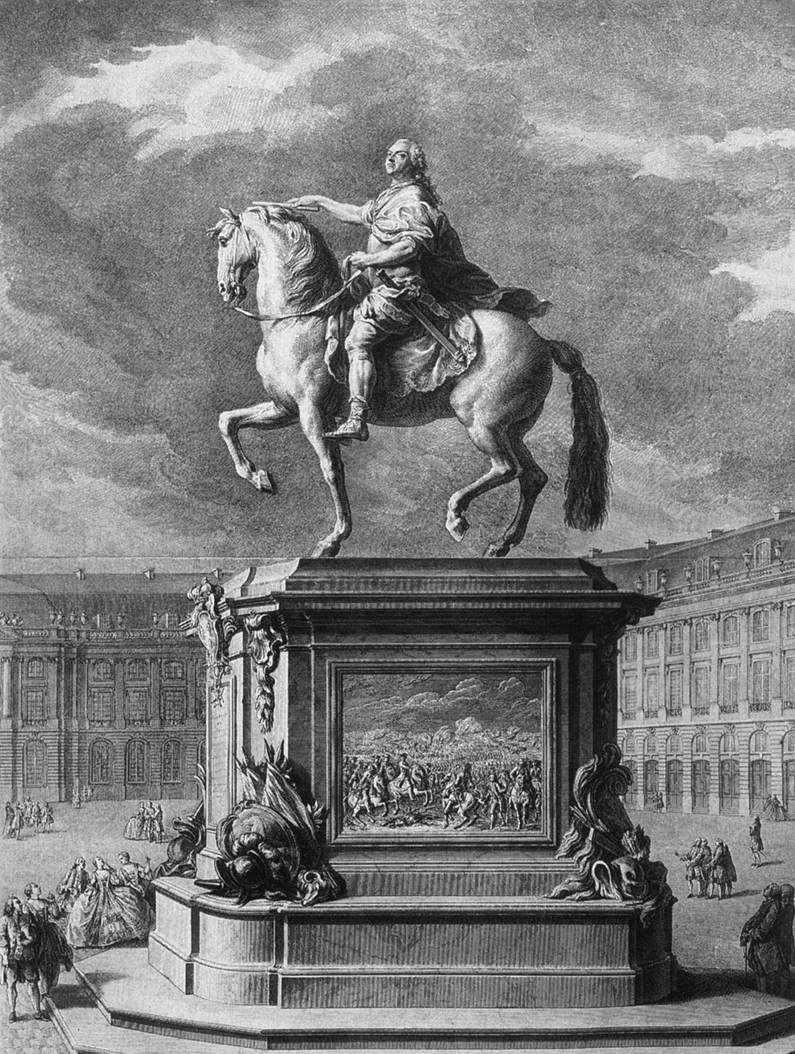
Statue équestre du roi Louis XV se tenant initialement au centre de la place Royale.

Claude Boucher, l'intendant de la généralité de Bordeaux, nommé à ce poste par Louis XV en 1720, souhaite ouvrir la ville sur le fleuve afin de la moderniser et d'offrir un visage plus accueillant à l'étranger arrivant par la rive droite de la Garonne, au niveau de sa courbe. Pour cela, 21 maisons et 10 échoppes sont détruites, 150 m des murailles délabrées qui ceinturent Bordeaux sont abattues. La terrasse qui prolonge la place Royale est conçue comme un balcon, libérée des 400 vaisseaux qui mouillent alors le port. Cette terrasse, bâtie sur des pilotis en pin de 40 cm de diamètre, forme une avancée de 150 m de long sur 20 m de large. Les petits côtés de la place accueillent au sud l'hôtel des Douanes et au nord le palais de la Bourse, les autres bâtiments formant un îlot d'immeubles privés mis à la vente. Cet espace public à Bordeaux est la première place ouverte dans l'histoire de l'urbanisme français. Une statue équestre du roi Louis XV, chef-d'œuvre du sculpteur Jean-Baptiste Lemoyne, est placée en son centre et inaugurée solennellement le 19 août 1743. Autour, les façades ordonnancées seront dessinées par Jacques Gabriel, l'architecte du roi. Ce dernier semble s'être inspiré de la place Vendôme à Paris, conçue en 1699 par son cousin et professeur Jules-Hardouin Mansart. Cela fera dire à Victor Hugo en 1843 au sujet de la place de la Bourse : « cette place Royale qui est tout simplement la moitié de la place Vendôme posée au bord de l'eau ». Après la mort de Jacques Gabriel en 1742, son fils Ange-Jacques Gabriel, qui devient le nouvel architecte du roi, poursuit la construction de la place avec le palais de la Bourse au nord, achevé en 1749.
Également, deux grilles sont construites en 1747 pour fermer l'esplanade au nord et au sud. On y percevait l'octroi sur les marchandises qui entraient dans Bordeaux. L'arrière place a été lotie en 1743, au profit d'investisseurs qui font édifier des immeubles conformes aux dessins de Jacques Gabriel. La place devait communiquer avec la rue Saint-Rémi et avec une nouvelle rue créée pour la circonstance : la rue Royale (actuelle rue Fernand Philippart). À la rencontre de ces deux rues, fut élevé un étroit pavillon à fronton qui allait servir d'ornement central à la place Royale. L'architecte n'en serait plus Ange-Jacques Gabriel, mais André Portier, l'ancien maître-d'œuvre de Gabriel père. Ce pavillon central sera achevé en 1755, date de l'inauguration de la place.

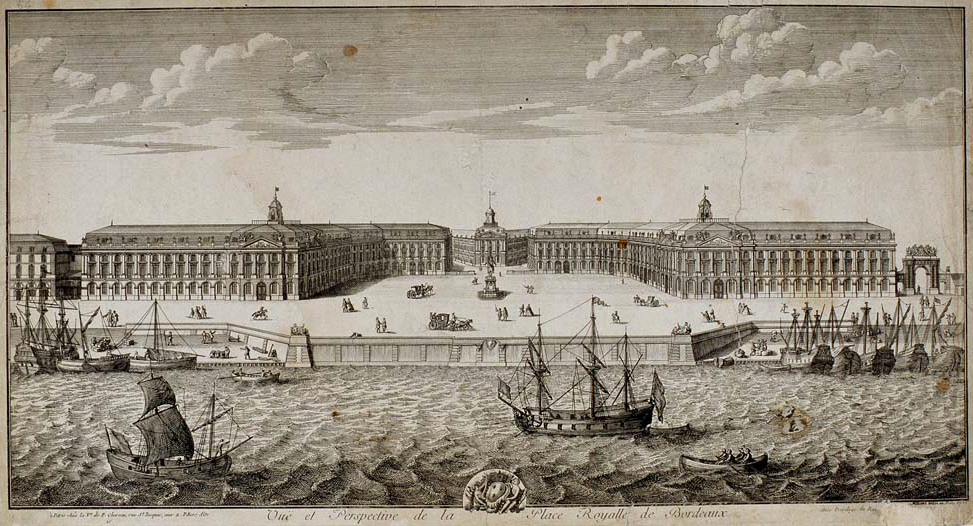
Place Royale de Bordeaux, gravure du XVIIIe siècle.

### Place de la Liberté
Le 20 août 1792, durant la Révolution, la statue équestre de Louis XV est abattue et fondue pour en faire des canons. À l'emplacement est planté un arbre de la liberté, et la place prend le nom de « place de la Liberté ». C'est là que se tient le marché aux volailles.

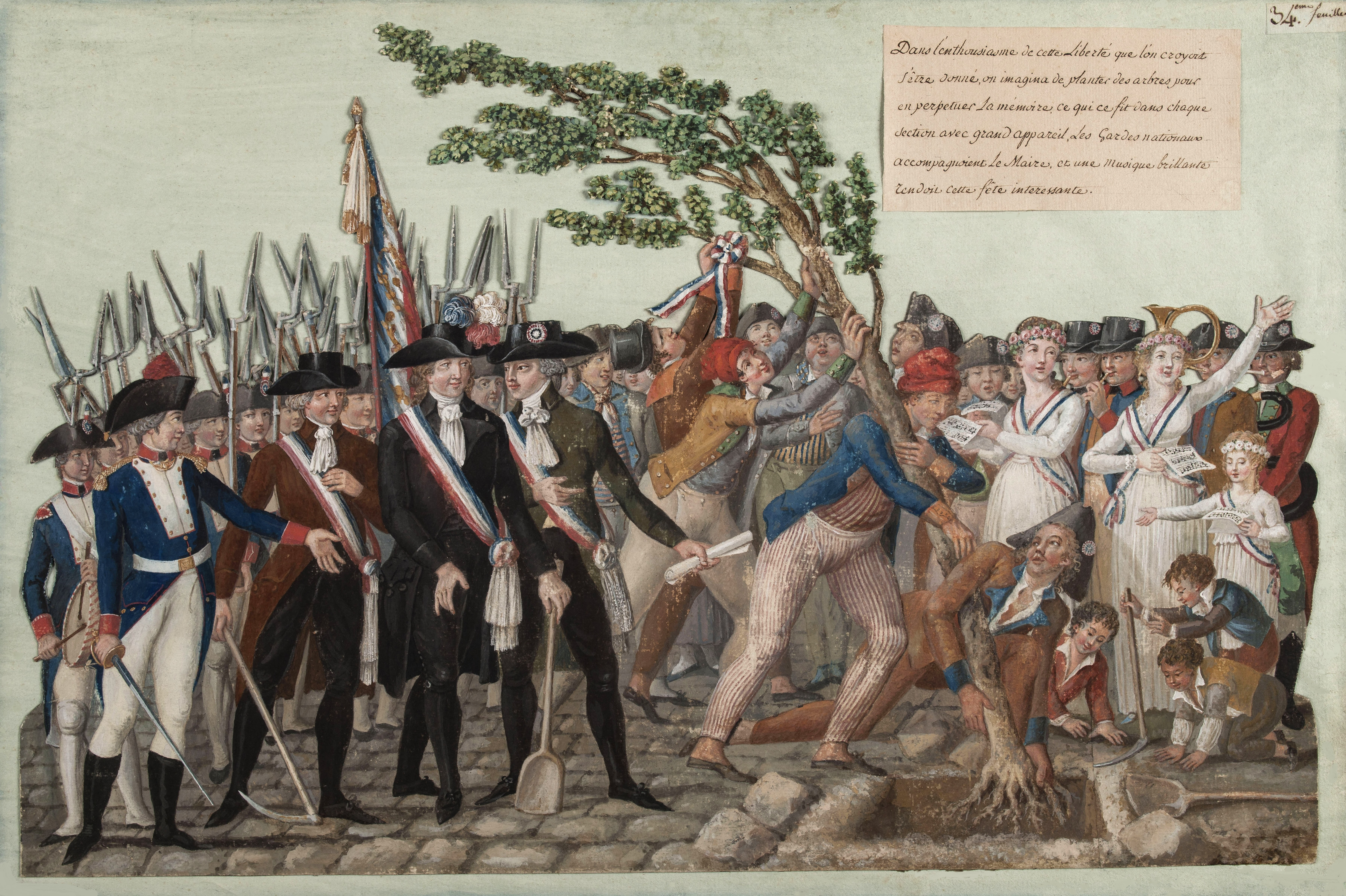
Plantation d'un arbre de la liberté, par Jean-Baptiste Lesueur.

### Place Impériale puis à nouveau place Royale
En 1808, à l'occasion de la venue de Napoléon Ier, la place se nommera brièvement « place Impériale », avant de redevenir la « place Royale » avec la Restauration de la monarchie en 1815.
En 1828, la ville élève une modeste fontaine, en forme de colonne de marbre rose surmontée d'un chapiteau blanc et d'un globe, à l'emplacement de l'arbre de la liberté.

### Place de la Bourse
En 1848, à l'avènement de la Deuxième République, la place prend le nom de « place de la Bourse ». Elle continue d'accueillir les foires annuelles jusqu'à leur transfert place des Quinconces.

En 1869, la petite fontaine de 1828 est remplacée par l'actuelle « fontaine des Trois Grâces » représentant Aglaé, Euphrosyne et Thalie, filles de Zeus, dessinée par Louis Visconti, sculptée par Charles Gumery et coulée par la fonderie Thiébaut Frères.

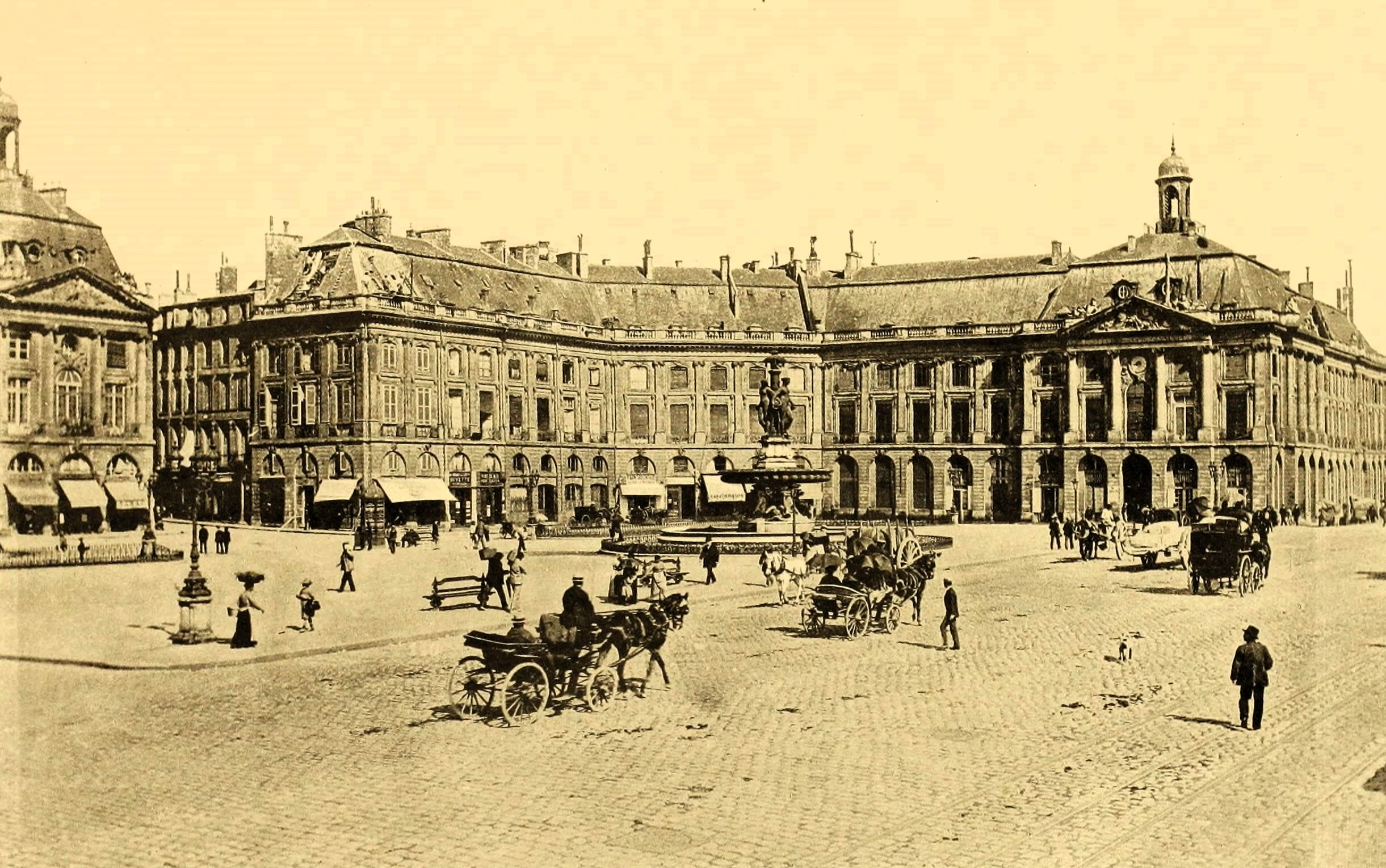
La place en 1900.
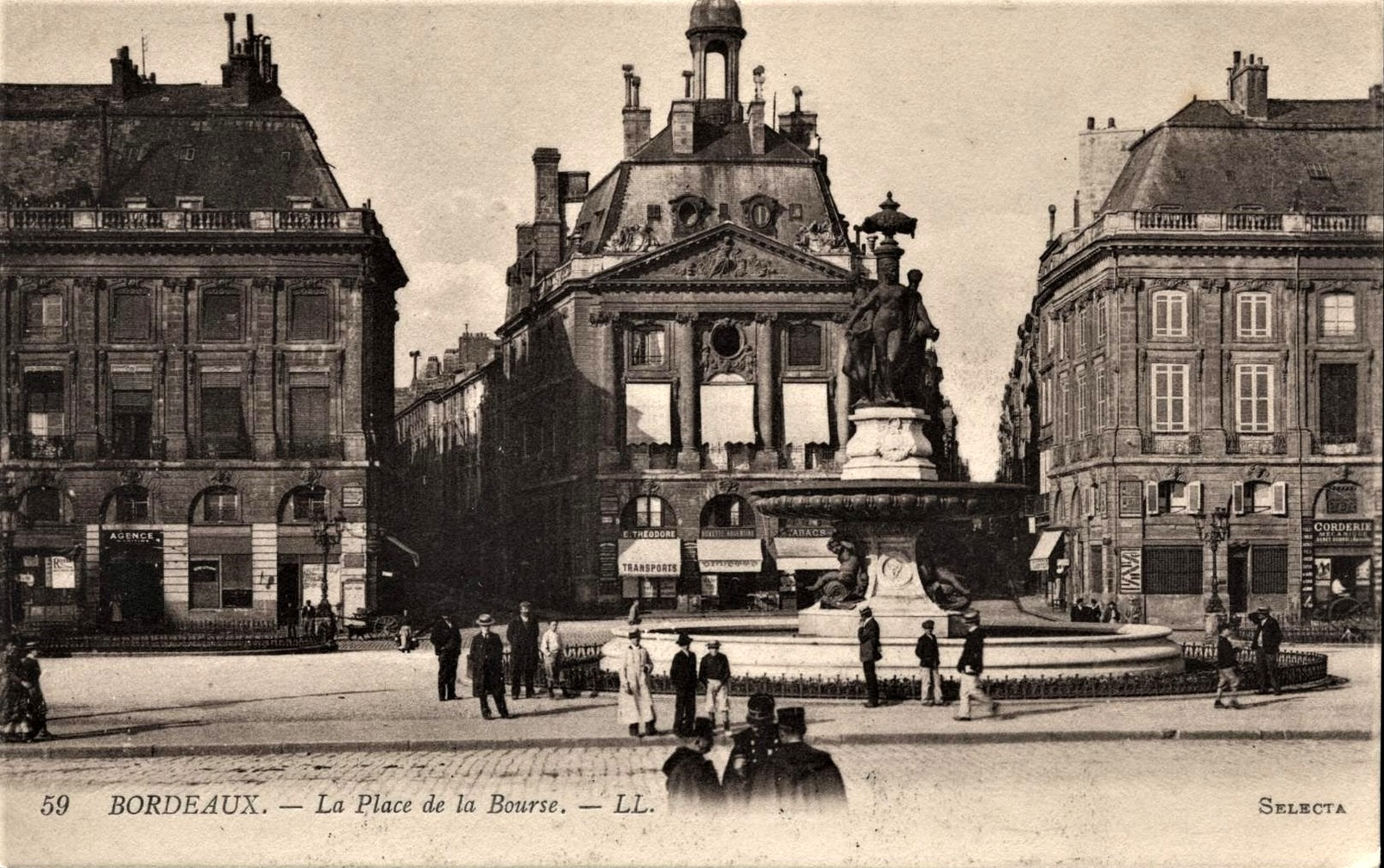
La place au début et la fontaine des Trois Grâces du XXe siècle.

Au XXe siècle, elle devient un vaste parking, tandis que les derniers habitants de la place (dont l'écrivaine Jean Balde) quittent les bâtiments, progressivement investis par la Chambre de commerce et d'industrie pour y installer le tribunal de commerce, les consulats étrangers, la direction du port autonome et l'INPI.
L'hôtel des Fermes, devenu le siège de la Direction régionale des Douanes, inaugure en 1984 le Musée national des douanes dans l'ancienne halle de dédouanement du rez-de-chaussée.
Un grand parking souterrain est construit sous la place au tout début du XXIe siècle, celle-ci devenant à nouveau entièrement pavée. Puis, en 2006, dans la cadre du réaménagement des quais de Bordeaux par Michel Corajoud, un grand Miroir d'eau est construit par Jean-Max Llorca et Pierre Gangnet au dessus du hangar souterrain, au droit de la place de la Bourse.

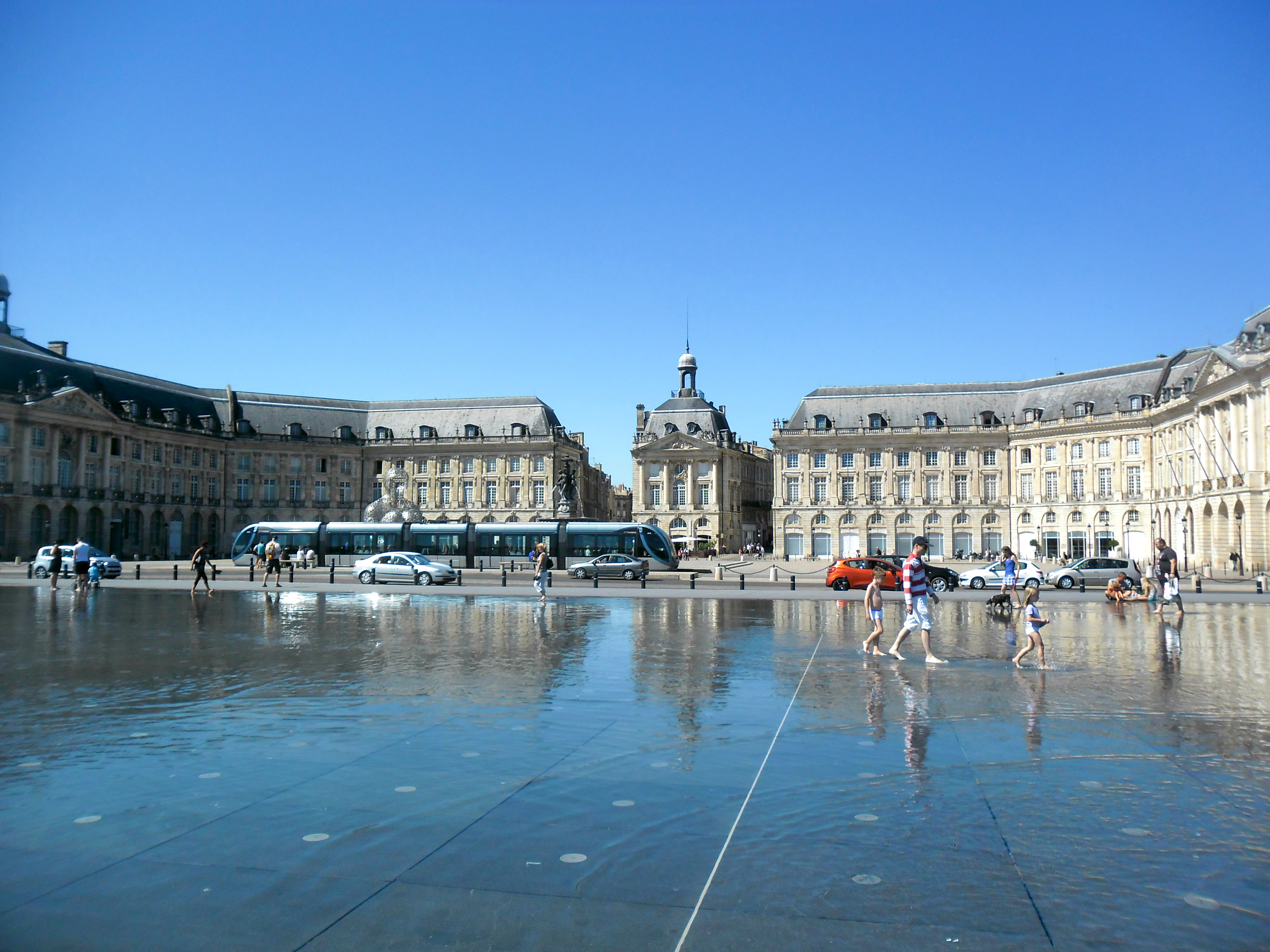
Le Miroir d'eau et la place de la Bourse en 2013.

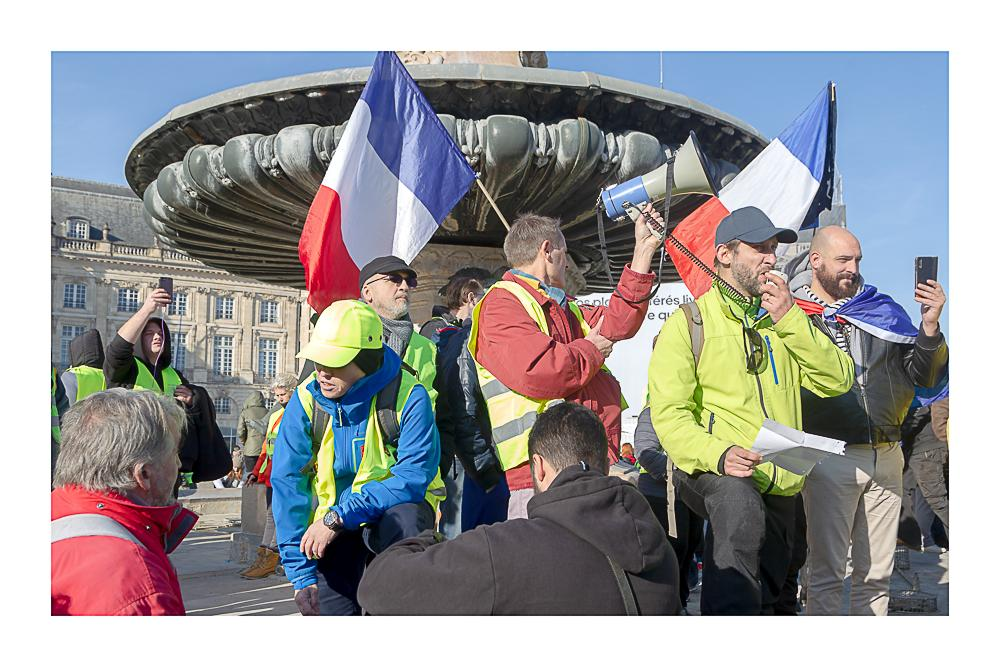
Les Gilets jaunes sur la place de la Bourse le samedi.

La place est souvent le point de départ de manifestations, comme ce fut le cas pendant plusieurs semaines pour les Gilets jaunes,.

## Architecture

### Place Royale
Cette place est une des œuvres les plus représentatives de l'art architectural classique français du XVIIIe siècle, et un exemple remarquable des places Royales que l'historien de l'art Pascal Piéra définit ainsi : « création française originale née de l'alliance d'une place ordonnancée et de la statue du souverain, la place royale est le plus souvent une place enclose dans un ensemble de maisons ou d'hôtels, tous identiques, dits à programme ».

### Hôtel des Douanes
Au sud de la place, se tient l'hôtel des Douanes (actuelle Direction Interrégionale des douanes et Droits Indirects qui abrite en sein le Musée national des douanes), dessiné par Jacques Gabriel entre 1735 et 1738, et les sculptures représentent Minerve protégeant les arts et Mercure favorisant le commerce de la ville.

### Palais de la Bourse
Au nord, se trouve le palais de la Bourse (actuelle Chambre de commerce et d'industrie de Bordeaux), réalisé entre 1742 et 1749 par Ange-Jacques Gabriel, après la mort de son père de Jacques en 1742. Le cadran de l'horloge est d'Hustin, un faïencier bordelais, et l'intérieur est composé de tableaux et de tapisseries des Gobelins.

### Frontons et mascarons
Les frontons des autres bâtiments et les mascarons sont sculptés par Jacques Verbeckt, Vernet et Prome. Ils représentent : « la grandeur des princes », « Neptune ouvrant le commerce », « la jonction Garonne-Dordogne », « le Temps découvrant la Vérité ».

Les inspirations des mascarons sont multiples : aux traditionnels Neptune et Bacchus s'ajoutent des animaux fantastiques, des figures féminines, des visages du carnaval, des anges, des fauves... Les mascarons de la place de la Bourse reflètent aussi l'histoire de Bordeaux avec par exemple les visages de femmes africaines en référence à la traite négrière et au commerce colonial qui firent la richesse de la ville au XVIIIe siècle.

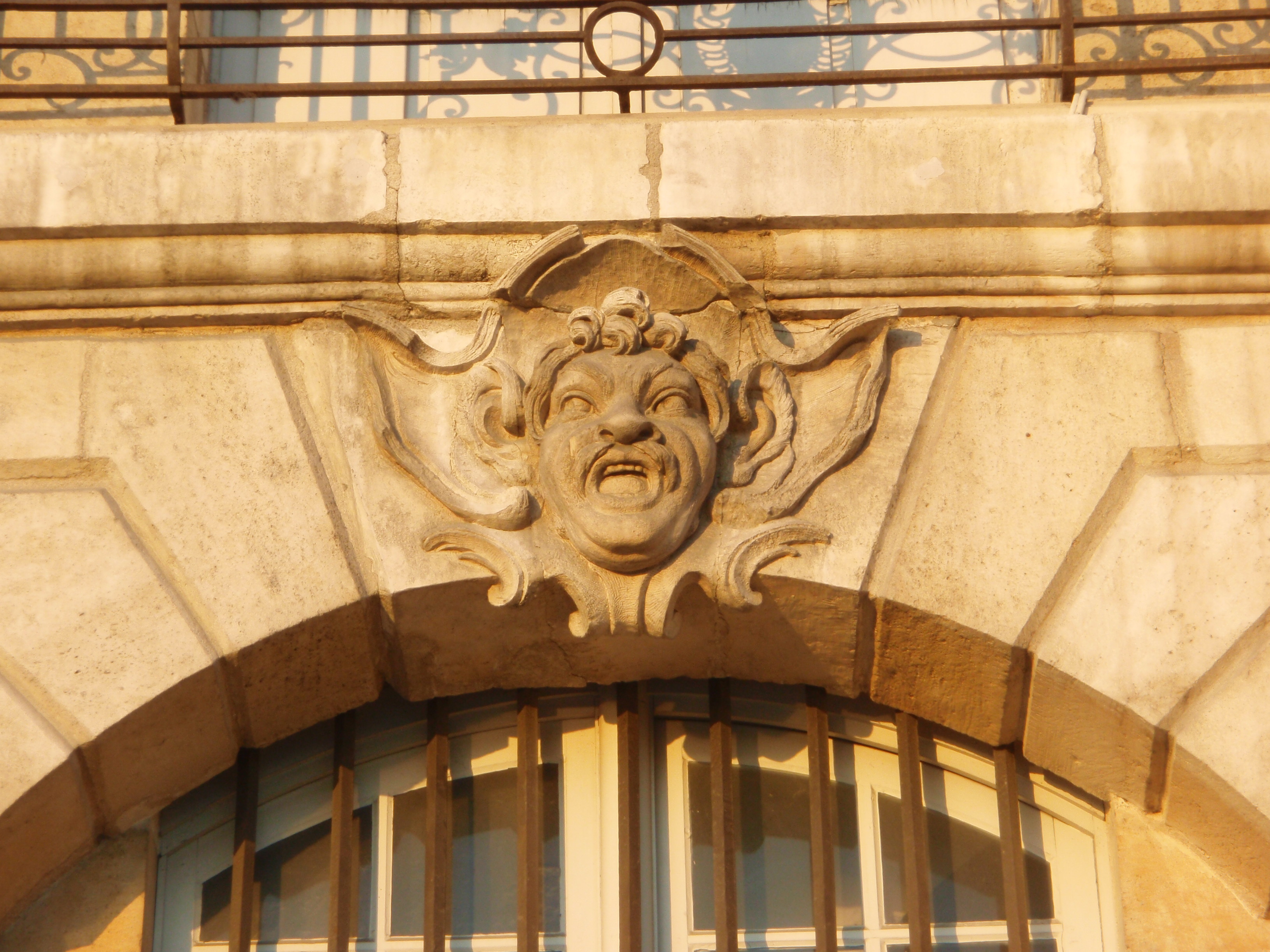
Mascaron sur un bâtiment de la place
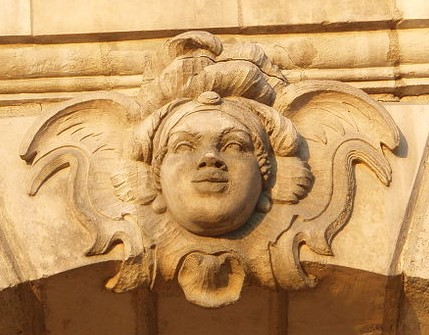
Mascaron au visage africain.

## Immeubles et monuments
- no 1 : L'hôtel des douanes[15], siège de l'administration régionale des douanes et du musée national des douanes[16].
- no 10 : Le pavillon central, avec le restaurant Le Gabriel.
- no 17 : Le palais de la Bourse[1], siège de la chambre de commerce et d'industrie (CCI) de Bordeaux.
- Au centre de la place : La fontaine des Trois Grâces.
- En face de la place : le Miroir d'eau. Situé sur les quais le long de la Garonne, il est le plus grand miroir d'eau du monde avec une surface de 3 450 m2.

## Transport
Les lignes    s’arrêtent au milieu de cette place. La station Place de la Bourse a la particularité de ne pas avoir de mobilier urbain, afin de préserver la perspective.

## Galerie

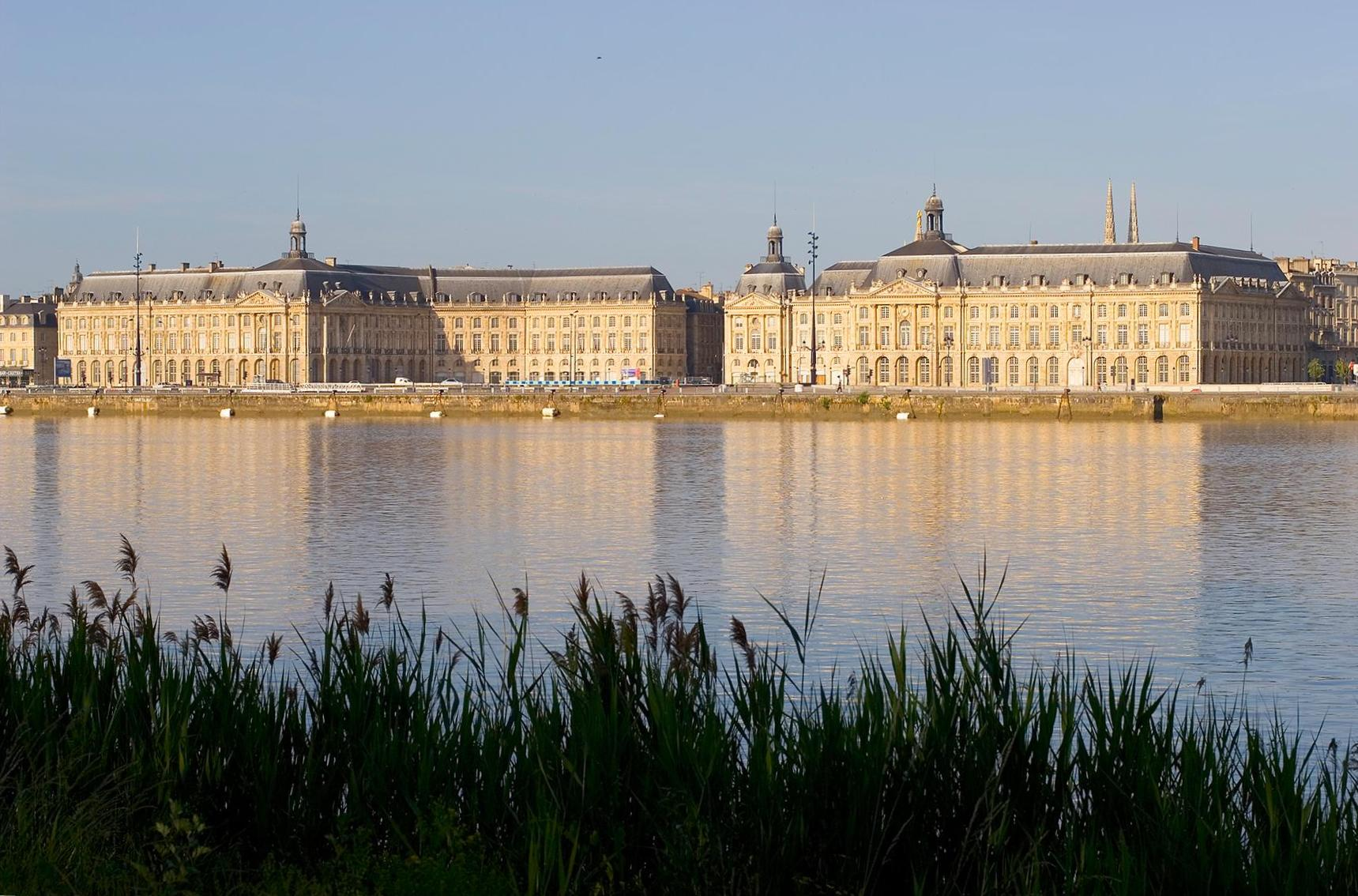
La Garonne et les bâtiments de la place de la Bourse
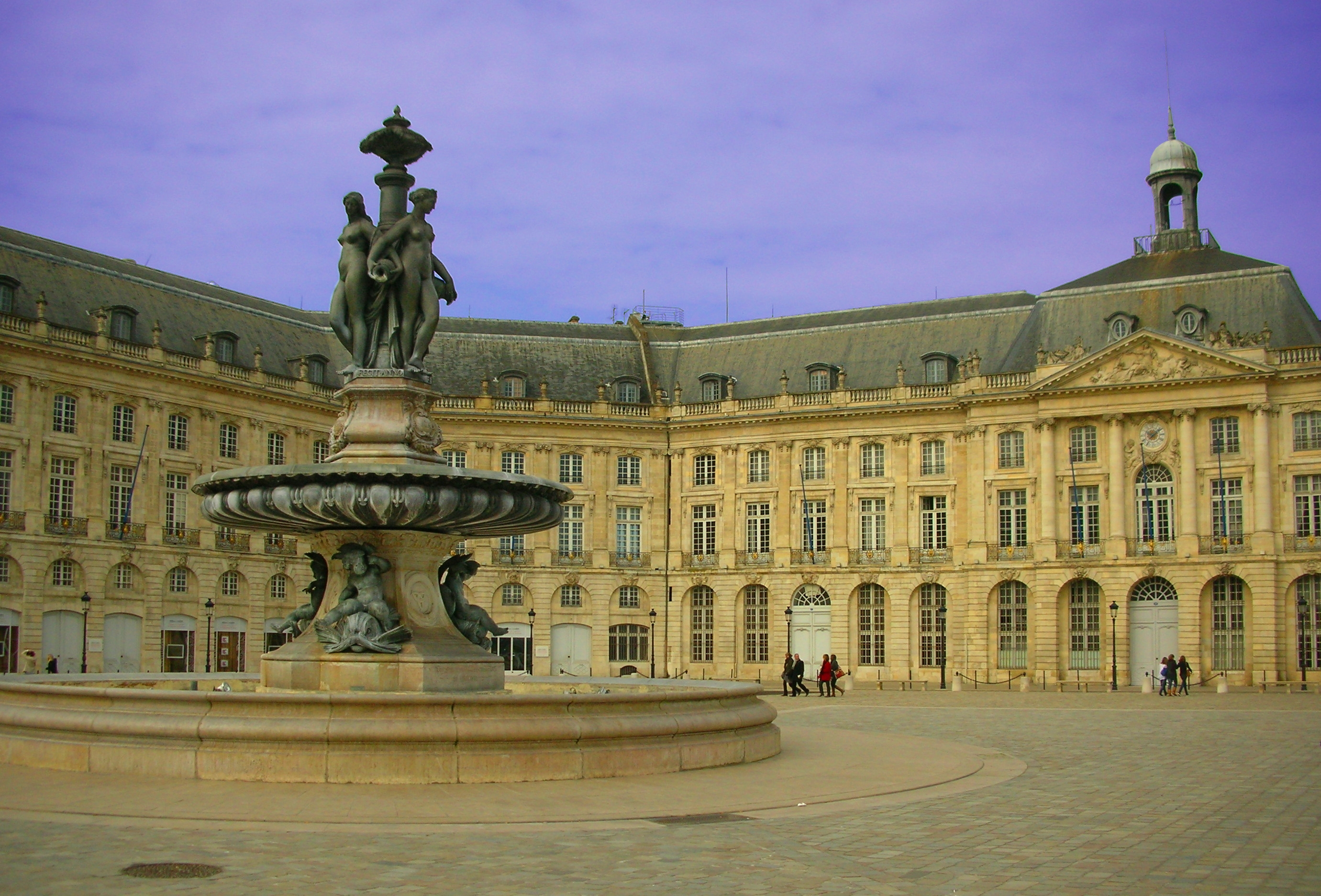
Fontaine des Trois Grâces sur la place
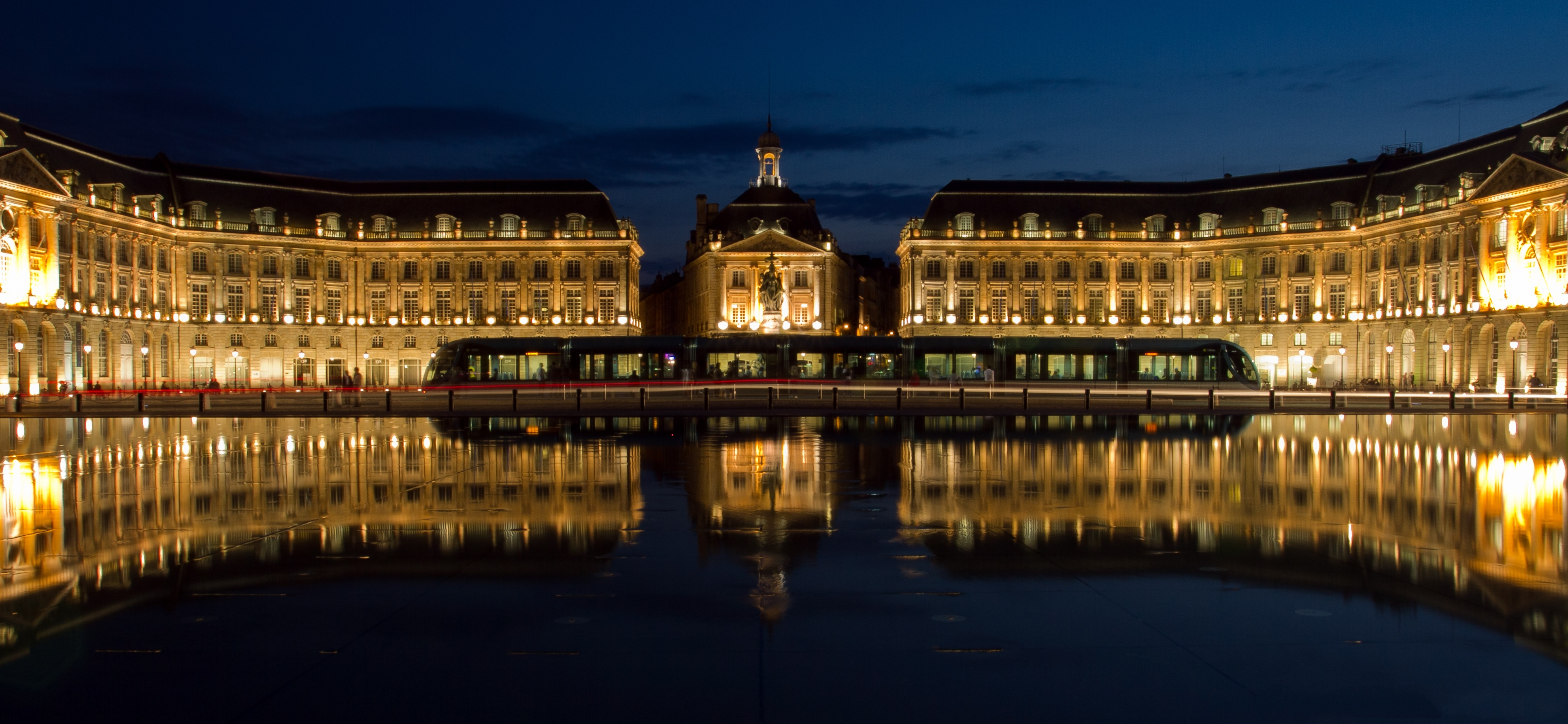
Place de la Bourse se reflétant dans le miroir d'eau.